# Пленные советские военнослужащие Афганской войны (1979—1989)
Пленные Афганской войны (1979—1989) — категория советских военнослужащих из состава ОКСВА и правительственных сил ДРА, по разным причинам оказавшихся в плену у формирований афганских моджахедов.

## История
С началом Афганской войны и ожесточением сопротивления вооружённой афганской оппозиции Советскому военному контингенту и правительственным силам ДРА возникли прецеденты с пленением, а в отдельных случаях и добровольным переходом советских и афганских военных на сторону оппозиционных сил.
Многие советские военнослужащие, попавшие в плен к афганским моджахедам перед обменом или переправкой в Европу, Канаду, США содержались в расположении баз-лагерей афганской оппозиции в Пакистане близ приграничного города Пешавар — «Бадабер» партии Исламское общество Афганистана лидер Бурхануддин Раббани и «Шамшату» Исламская партия Афганистана лидер Гульбеддин Хекматияр.
В целом, советские солдаты не желали добровольно сдаваться в плен к моджахедам. Офицеры, старослужащие объясняли молодым солдатам, что добровольная сдача в плен равносильна измене. К тому же они сами в ходе службы убеждались в том, что попавшие в плен часто убивались. а перед смертью подвергались изуверским пыткам, обезображиванию тел. Оттого советские солдаты часто предпочитали пленению самоубийство. Тем не менее плена избежать удавалось не всегда, иногда по причине беспомощности от последствий тяжести полученных ранений. 
Моджахеды предлагали обмен пленных на своих соратников или требовали за них выкуп. Определённое число советских пленных были переправлены на Запад — в Европу и Америку.
Там их активно использовала западная пропаганда в лице Радио «Свобода», «ВВС» и других крупных СМИ.
При выводе советских войск из Афганистана в 1988—1989 годах проблема пленных никаким образом не была решена. Покидая территорию страны в феврале 1989 года, командующий Ограниченным воинским контингентом генерал-лейтенант Борис Громов объявил, что за его спиной не осталось ни одного советского солдата.
В завершении Афганской войны, все советские военнослужащие оказавшиеся в плену и пропавшие без вести в Афганистане были амнистированы.

## Международные контакты, усилия политиков в поиске военнопленных
Министр МИД РФ Андрей Козырев в 1991 году отправился в Пакистан для достижения договорённости освобождения советских военнопленных в Афганистане. Президенты России Борис Ельцин и США Джордж Буш Г. У. — в марте 1992 года учредили совместную комиссию по делам военнопленных и пропавших без вести. Американскую сторону к тому сподвигли требования её общественности, требующей развеять домыслы, что военные США, взятые в плен в ходе 2-й мировой войны, войны во Вьетнаме, всё ещё содержатся в Советском Союзе. Комиссии надлежало прояснить судьбу советских военнослужащих, пропавших без вести в Афганистане.
Специалисты из США привлекли к работе специальное оборудование идентифицирующее человеческие останки.
В 1998 году Герой Советского Союза Руслан Аушев достиг договорённости с Ахмад Шах Масудом, в результате чего комитет воинов-интернационалистов под председательством Аушева Р. С. провёл серию экспедиций в Пакистан и Афганистан.

В 2003 году возвратили останки 4-х солдат, в 2006-м, ещё 6-х. В мае 2008 года комитет Аушева установил контакт с 5-тью бывшими солдатами, проживающими в Афганистане. Геннадий Цевма из Донецка, один из них. Был пленён в 1983 году, воевал на стороне моджахедов в провинции Кундуз.
Усилия вернуть Цевму на родину с афганской семьей, детьми — дважды провалились, по причине его боязни совершения над ним суда Линча бывших боевых товарищей.
15 февраля 2009 года, к 20-ти летнему юбилею вывода советских войск из Афганистана, Руслан Аушев сообщил, что число пропавших без вести в Афганистане удалось скорректировать до 270 человек, 58 к тому моменту приняли ислам, 22 бывших солдата оказались живыми, они в большинстве своём возвратились в Российскую Федерацию и другие субъекты бывшего СССР.

## Вызволение из плена
«В Афганистане оставались советские пленные, их было не меньше полусотни живых, ещё столько же — пропавших без вести. Никто не мог сказать, мертвы они или томятся в неволе».— Александр Проханов
Делегация общества «Надежда», состоявшее из матерей, чьи сыновья пропали без вести или находились в плену в Пакистане предприняло попытку вызволить их из плена. Александр Проханов с матерями прибыли в Пешавар на границу с Афганистаном, их препроводили на виллу Гульбеддина Хекматиярас тенистым садом и высоким забором. «Надежда» ждала от Хекматияра сердобольности и милосердия.

«Гульбеддин поднялся из кресла, указал на резную дверь, пригласил нас выйти наружу. Сам пошёл первым. Мы последовали за ним и оказались на просторной зелёной луговине. По краям этой луговины стояло множество инвалидных колясок. В них сидели молодые люди без ног, без рук, с выбитыми глазами, с лицами в уродливых шрамах.
Гульбеддин обратился к нам и сказал: „…Вы просите нас о милосердии. Но разве ваше правительство принесло нам свои извинения? Если я отдам ваших детей, что я скажу родителям этих, а также тех, что погибли от рук ваших сыновей?“
Матери несчастных солдат кланялись ему, были готовы целовать его руки, просили вернуть им сыновей. …Матери зарыдали, стали голосить, пошли вдоль рядов инвалидных колясок, кланялись сидящим в них моджахедам, просили у них прощения, умоляли простить их сыновей. Бежали по кругу вдоль этих рядов, рыдая и заламывая руки…
Гульбеддин смотрел на стенающих женщин, и было видно, что он доволен этим жестоким спектаклем. Одна из матерей упала без чувств, другие подняли её, повели повисшую на их руках…. Мне было бесконечно жаль этих измученных женщин, которых подвергли ужасной пытке. Я смотрел на Гульбеддина Хекматияра, задумавшего этот жестокий театр, и видел, как он наслаждался зрелищем бегущих, молящих о пощаде матерей».
— Александр Проханов

## Высокопоставленные советские военнопленные
Командующий 40-й Армией генерал-полковник Громов Б. В. вспоминал о том, что Александра Руцкого, ставшего впоследствии вице-президентом России из плена в Афганистане выкупали дважды. Для этого были привлечены все контакты советской военной и государственной разведки. Переговоры и процедура выкупа заняли неделю.

## Места содержания в Пакистане
Военный лагерь партии ИПА «Шамшату» в годы Афганской войны (1979—1989) и после неё помимо военно-подготовительной деятельности содержал в гарнизоне военнопленных советских воинов из состава частей и соединений ОКСВА, захваченных в различных уголках Афганистана — в Хинджане, (Баглан), в Кандагаре, Кундузе, районе Чарди провинции Кабул и других.
Шамшату (Шамшатту, Шамшато), другое название «Насрат Мена» на пушту «Квартал Победы» — один из 150 лагерей афганских беженцев в Пакистане в районе приграничного с Афганистаном города Пешавар, наряду с крупными Джавара, Джалозай, Баркили, Коткай, Байаур, Шальман, Олд Багзай, Басу, Ащгару. Получил известность в период Афганской войны (1979—1989), как крупнейшая и главная база подготовки афганских моджахедов «Исламской партии Афганистана» — Хизби-е-Ислами под руководством одного из лидеров афганской оппозиции Союза «Пешаварской Семёрки» Гульбеддина Хекматияра.
Военный лагерь партии ИОА «Бадабер» занимался подготовкой моджахедов к Афганской войне.

На территории гарнизона находились три тюрьмы, склады вооружения и боеприпасов. В тюрьмы Бадабер привозили пленных советских военнослужащих и вооружённых сил ДРА из Панджшерского ущелья и других регионов. По разным данным в Бадабере насчитывалось свыше 40 советских военнопленных.
Общение кого-либо извне с военнопленными из ОКСВА и ДРА в Бадабер было строго запрещено. Любого, кто пытался с ними заговорить, бичевали. Советских пленных использовали на самых тяжёлых работах, за малейшую провинность жестоко избивали; одновременно моджахеды склоняли пленных к принятию ислама.
На определённом этапе у советских военнопленных созрел план — захватить на территории лагеря склад с оружием и потребовать от командования моджахедов встречи с представителями советского или афганского посольств в Исламабаде. Некоторые пленные, к тому моменту пребывали в Бадабере уже свыше трёх лет.

## Восстание в Бадабер
26 апреля 1985 года в приграничном с Афганистаном пакистанском кишлаке Бадабер в 10 км южнее города Пешавар — военном лагере партии афганских моджахедов Исламское общество Афганистана Бурхануддина Раббани произошёл мятеж советских военнопленных, переросший в бой против гарнизона афганских моджахедов иностранных инструкторов и военных пакистанской регулярной армии.
Об ожесточённости сражения говорит тот факт, что против советских военных прямой наводкой применялась артиллерия. В ходе 2-х суточных боёв лагерь Бадабер был полностью разрушен.

## В кинотворчестве
- Художественный фильм «Крепость Бадабер» — режиссёра Кирилла Белевича по сценарию Дмитрия Алейникова